# Lotus 87

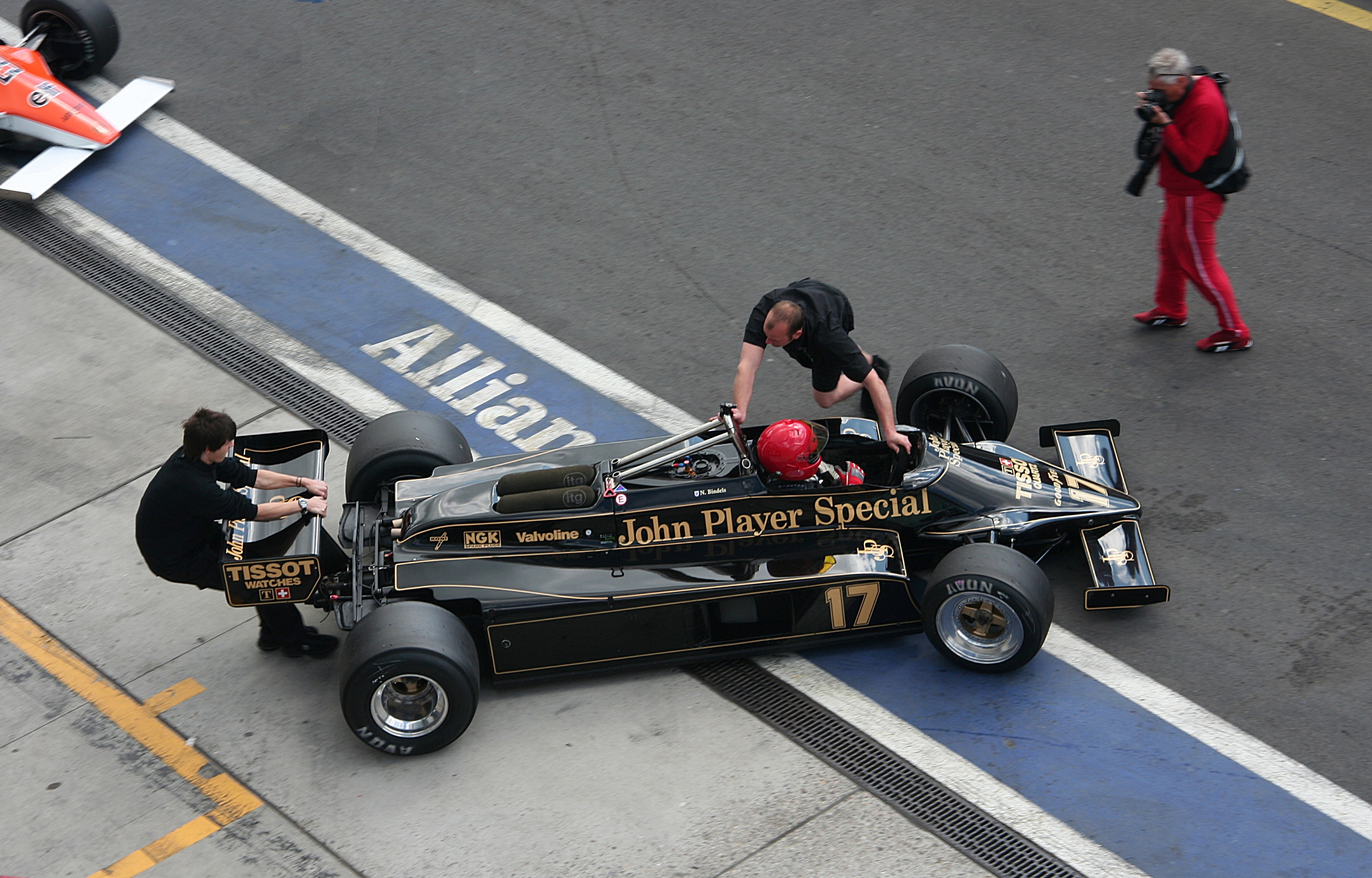
Lotus 87 B beim Oldtimer Festival 2007 auf dem Nürburgring

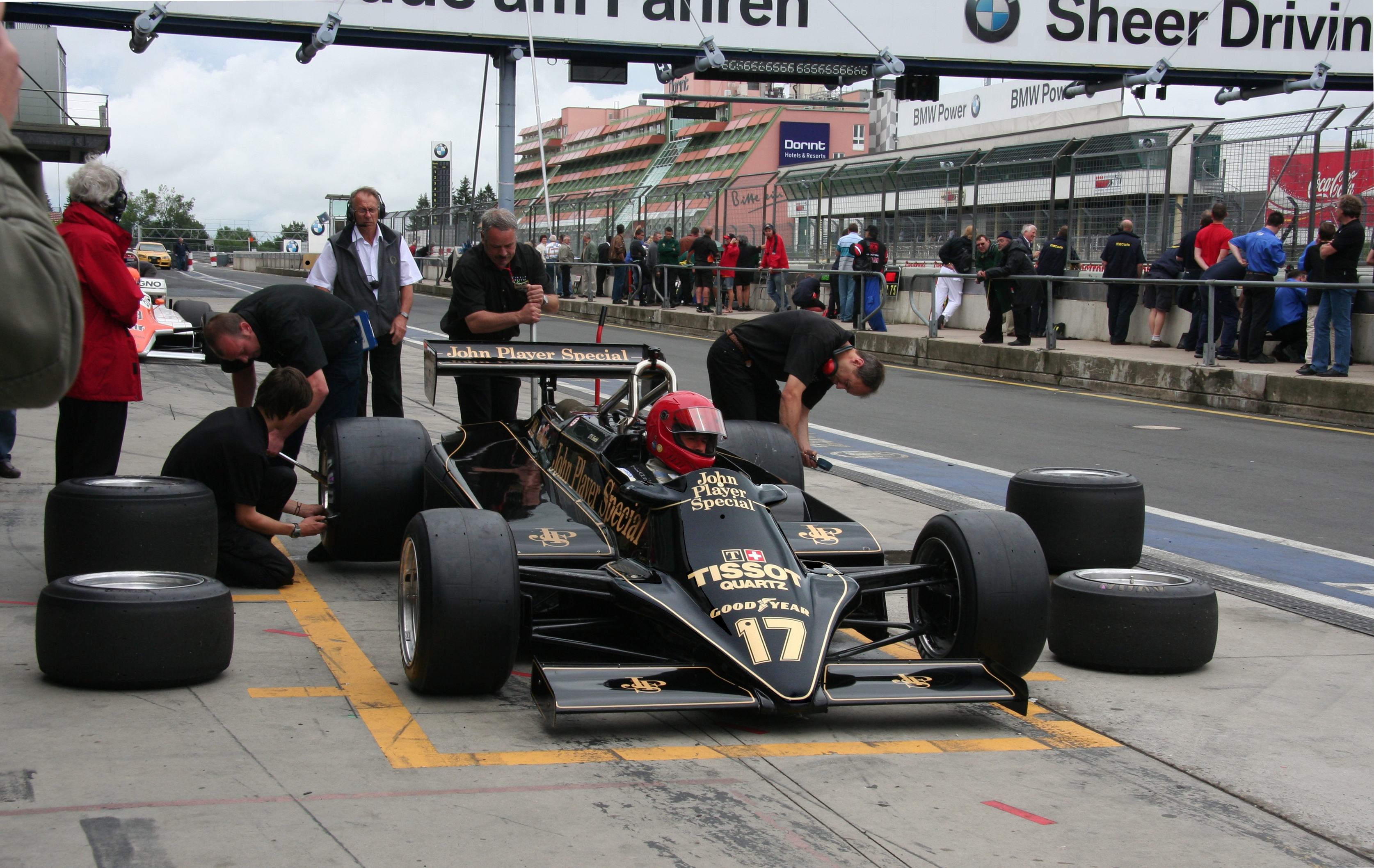
Räderwechsel beim Oldtimer Festival

Der Lotus 87 war ein Formel-1-Rennwagen des britischen Rennstalls Lotus, der in der Formel-1-Saison 1981 und als B-Version im Jahr 1982 eingesetzt wurde.

## Technische Daten
Dem Grunde nach war der Lotus 87 ein modifizierter, für die Saison 1981 nicht zugelassener Lotus 88 ohne Sekundärchassis. Sekundär- oder „Doppelchassis“ war die Bezeichnung für eine Karosserie, die sich durch den Luftstrom bei zunehmender Fahrgeschwindigkeit gegenüber dem Fahrwerk absenkte und ohne Seitenschürzen einen sogenannten Groundeffekt bewirkte. Es waren keine zwei Fahrgestelle, wie die Bezeichnungen vermuten lassen könnten. Die Karosserie des Lotus 87 war so schmal, dass der Abtrieb durch übergroße Flügelflächen erzeugt werden musste. Trotzdem litt der Lotus 87 unter starkem Untersteuern. Das Monocoque bestand aus mit Kohlenstofffasern und Aramidfasern verstärktem Kunstharz und wog 34 kg. Die Radaufhängung bestand vorn wie hinten aus Doppelquerlenkern, wobei die innenliegenden Feder-Dämpfer-Einheiten von den oberen als Kipphebel ausgebildeten Querlenkern betätigt wurden. Die Stoßdämpfer kamen von Koni.
Angetrieben wurden beide Versionen des Lotus 87 von einem 163 kg schweren wassergekühlten Achtzylinder-V-Motor mit 90° Bankwinkel und einem Hubraum von 2993 cm³ (Bohrung 90 mm, Hub 58,8 mm) von Ford-Cosworth. Der Motor hatte zwei obenliegende Nockenwellen pro Zylinderbank und vier Ventile pro Zylinder. Er leistete zunächst 470 PS (345 kW) bei 11.100/min beziehungsweise 490 PS (360 kW) bei 10.000/min im 87B. Das maximale Drehmoment des 87B betrug 353 Nm. Zündung und Einspritzsystem wurden von Lucas bezogen. Das manuell zu schaltende, längs eingebaute Lotus-Hewland-Getriebe hatte fünf Vorwärtsgänge und einen Rückwärtsgang. Die Spurweite des Fahrzeugs betrug vorn 1778 mm und hinten 1600 mm beziehungsweise 1795 mm und 1690 mm. Für die Saison 1982 wurde durch ein Distanzstück zwischen Motor und Getriebe der Radstand verlängert (2787 mm), um eine günstigere Gewichtsverteilung zu erreichen. Der Tank des Wagens fasste 191 Liter. Es wurden fünf Chassis gebaut.

## Sponsor
Hauptsponsoren des Teams waren der Mineralölkonzern Essex und der Schweizer Uhrenhersteller Tissot. Ein neues Arrangement mit John Player Special brachte zusätzliche Werbeeinnahmen, weshalb das Fahrzeug ab dem Grand-Prix von Spanien wieder im bereits aus den Jahren 1972 bis 1978 gewohnten Schwarz lackiert war. In Ländern mit Tabakwerbeverbot wurde anstatt der Zigarettenmarke die Aufschrift Courage verwendet, eine britische Bierbrauerei.

## Saisonverlauf

### 1981
Sein Renndebüt gab der Lotus 87 beim Großen Preis von Monaco, das sowohl für Elio de Angelis als auch für seinen Teamkollegen Nigel Mansell mit einem Ausfall endete. Im darauf folgenden Rennen fuhr de Angelis auf Platz fünf und Mansell hinter ihm auf Rang sechs, was die ersten Weltmeisterschaftspunkte für Lotus in diesem Jahr bedeutete. Insgesamt wurden 13 der insgesamt 22 Punkte von einem Lotus 87 eingefahren.
| Fahrer               | Nr.                  | 1 | 2 | 3 | 4 | 5 | 6   | 7 | 8 | 9   | 10  | 11  | 12  | 13  | 14  | 15  | Punkte | Rang |
| -------------------- | -------------------- | - | - | - | - | - | --- | - | - | --- | --- | --- | --- | --- | --- | --- | ------ | ---- |
| Formel-1-Saison 1981 | Formel-1-Saison 1981 |   |   |   |   |   |     |   |   |     |     |     |     |     |     |     | 22     | 7.   |
| E. de Angelis        | 11                   |   |   |   |   |   | DNF | 5 | 6 | DSQ | 7   | 7   | 5   | 4   | 6   | DNF | 22     | 7.   |
| N. Mansell           | 12                   |   |   |   |   |   | DNF | 6 | 7 | DNQ | DNF | DNF | DNF | DNF | DNF | 4   | 22     | 7.   |

### 1982
Der Lotus 87 B wurde lediglich im Rennen zum Großen Preis von Südafrika 1982 eingesetzt. Einzige Änderungen zum Ausgangsmodell waren breitere Seitenkästen und der Abstandshalter (Spacer) zwischen Motor und Getriebe.
| Fahrer                          | Nr.                             | 1   | 2 | 3 | 4 | 5 | 6 | 7 | 8 | 9 | 10 | 11 | 12 | 13 | 14 | 15 | 16 | Punkte | Rang |
| ------------------------------- | ------------------------------- | --- | - | - | - | - | - | - | - | - | -- | -- | -- | -- | -- | -- | -- | ------ | ---- |
| Formel-1-Weltmeisterschaft 1982 | Formel-1-Weltmeisterschaft 1982 |     |   |   |   |   |   |   |   |   |    |    |    |    |    |    |    | 30     | 6.   |
| E. de Angelis                   | 11                              | 8   |   |   |   |   |   |   |   |   |    |    |    |    |    |    |    | 30     | 6.   |
| N. Mansell                      | 12                              | DNF |   |   |   |   |   |   |   |   |    |    |    |    |    |    |    | 30     | 6.   |

| Legende  | Legende            | Legende                                                          |
| Farbe    | Abkürzung          | Bedeutung                                                        |
| -------- | ------------------ | ---------------------------------------------------------------- |
| Gold     | –                  | Sieg                                                             |
| Silber   | –                  | 2. Platz                                                         |
| Bronze   | –                  | 3. Platz                                                         |
| Grün     | –                  | Platzierung in den Punkten                                       |
| Blau     | –                  | Klassifiziert außerhalb der Punkteränge                          |
| Violett  | DNF                | Rennen nicht beendet (did not finish)                            |
| Violett  | NC                 | nicht klassifiziert (not classified)                             |
| Rot      | DNQ                | nicht qualifiziert (did not qualify)                             |
| Rot      | DNPQ               | in Vorqualifikation gescheitert (did not pre-qualify)            |
| Schwarz  | DSQ                | disqualifiziert (disqualified)                                   |
| Weiß     | DNS                | nicht am Start (did not start)                                   |
| Weiß     | WD                 | zurückgezogen (withdrawn)                                        |
| Hellblau | PO                 | nur am Training teilgenommen (practiced only)                    |
| Hellblau | TD                 | Freitags-Testfahrer (test driver)                                |
| ohne     | DNP                | nicht am Training teilgenommen (did not practice)                |
| ohne     | INJ                | verletzt oder krank (injured)                                    |
| ohne     | EX                 | ausgeschlossen (excluded)                                        |
| ohne     | DNA                | nicht erschienen (did not arrive)                                |
| ohne     | C                  | Rennen abgesagt (cancelled)                                      |
| ohne     | keine WM-Teilnahme |                                                                  |
| sonstige | P/fett             | Pole-Position                                                    |
| sonstige | 1/2/3/4/5/6/7/8    | Punktplatzierung im Sprint-/Qualifikationsrennen                 |
| sonstige | SR/kursiv          | Schnellste Rennrunde                                             |
| sonstige | *                  | nicht im Ziel, aufgrund der zurückgelegten Distanz aber gewertet |
| sonstige | ()                 | Streichresultate                                                 |
| sonstige | unterstrichen      | Führender in der Gesamtwertung                                   |